# Zenão (advogado)
Zenão (em latim: Zeno; em grego: Ζήνων; romaniz.: Zénon) foi um advogado bizantino do século VI, ativo em Constantinopla durante o reinado do imperador Justiniano (r. 527–565). Segundo o historiador Agátias, era conhecido do imperador e teve acesso ao palácio. Era vizinho de Antêmio, indivíduo com quem teve muitas disputas, inclusive uma concernente à extensão de sua residência. Nesta questão, teve um melhor argumento, mas Antêmio utilizou-se de truques mecânicos como canos de vapor e espelhos para infernizá-lo, levando Zenão a solicitar ajuda do imperador e do senado.